# Dictionary of African Christian Biography
Der Dictionary of African Christian Biography (DACB) ist ein biografisches Lexikon, das sich mit dem Leben von christlichen Persönlichkeiten aus Afrika und den ausländischen Missionaren in Afrika beschäftigt. Seine Biografien sind in Englisch, Französisch, Portugiesisch und Swahili verfasst.

## Geschichte
Das DACB wurde 1995 am Overseas Ministries Study Center, damals in New Haven, Connecticut, entworfen und seit 1998 veröffentlicht.
Seit 2012 ist es am Center for Global Christianity and Mission der Boston University angesiedelt. Durch das Projekt wurde auch das Biographical Dictionary of Chinese Christianity angeregt.

## Weblink
- https://dacb.org